# Republica Ragusa
Republica Ragusa a fost o republică maritimă centrată în orașul Dubrovnik (Ragusa în italiană și latină) din Dalmația (astăzi în Croația sudică), care a existat între 1358 și 1808. Ea a ajuns la apogeul operațiunilor comerciale în secolele al XV-lea și al XVI-lea, după care a intrat în declin, sfârșind prin a fi cucerită de Imperiul Francez al lui Napoleon și anexată oficial Regatului Napoleonian al Italiei în 1808. Avea o populație de circa 30.000 de locuitori, dintre care 5.000 trăiau în interiorul zidurilor orașului. Motto-ul său era "Non bene pro toto libertas venditur auro", care înseamnă „Libertatea nu se vinde bine nici pentru tot aurul”.

## Denumiri
Inițial denumită Communitas Ragusina („Comunitatea Ragusană”), în secolul al XIV-lea a fost rebotezată în Respublica Ragusina, denumire atestată la 1385. În italiană i se spune Repubblica di Ragusa; în croată se numește Dubrovačka Republika.
Denumirea croată de Dubrovnik provine de la cuvântul dubrava, „dumbravă”; printr-o neobișnuită etimologie populară, turcii au modificat acest nume în Dobro-Venedik, adică Veneția-Bună. Denumirea a început să fie folosită în paralel cu cea de Ragusa încă din secolul al XIV-lea.
Numele latinesc, italian și dalmat Ragusa provine de la Lausa (din grecescul ξαυ: xau, „prăpastie”); ulterior acestea a fost modificat în Rausium, Rhagusium sau Ragusium (Appendini afirmă că până pe la anul 1100, marea trecea peste locul unde se află Ragusa astăzi, și dacă este așa, aceasta ar fi adevărat doar pentru Placa ori Stradun) sau Rausia (chiar Lavusa, Labusa, Raugia și Rachusa) și în cele din urmă în Ragusa. Schimbarea oficială a numelui din Ragusa în Dubrovnik a avut loc în timpul dominației austro-ungare. 

## Teritoriu

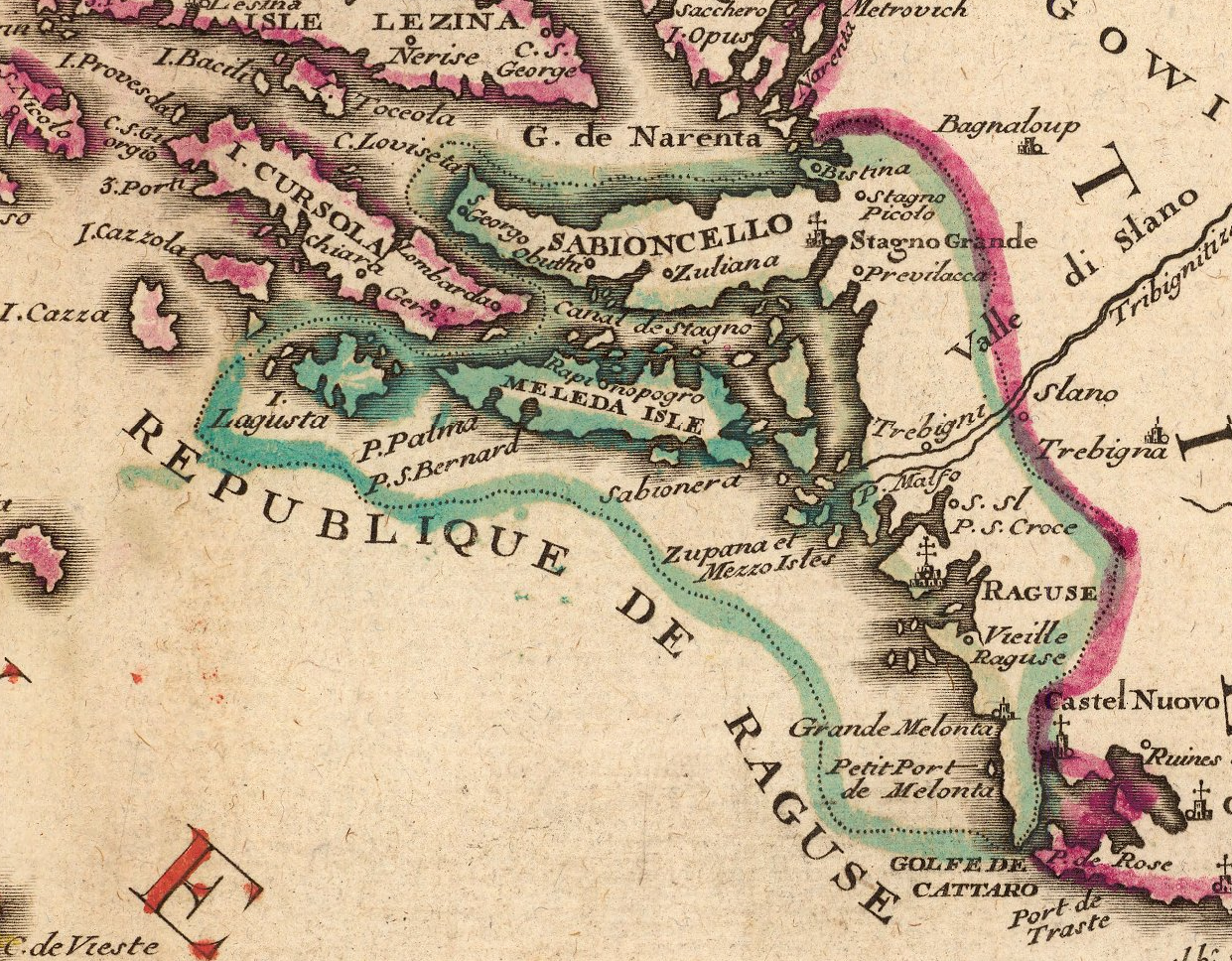
Teritoriul Republicii Ragusa, la începutul secolului al XVIII-lea

Republica controla un teritoriu compact în sudul Dalmației – frontierele sale finale au fost definitivate încă din 1426 – cuprinzând coasta continentală de la Neum la peninsula Prevlaka⁠(d), precum și peninsula Pelješac⁠(d) și insulele Lastovo și Mljet, și mai multe insule mici, între care Koločep⁠(d), Lopud⁠(d) și Šipan⁠(d).
În secolul al XV-lea, Republica Ragusa a dobândit și insulele Korčula, Brač și Hvar pentru circa opt ani. A trebuit ca ele să fie însă retrocedate din cauza opoziției micilor nobili locali care simpatizau cu Veneția, care le acorda unele privilegii.
În secolul al XVI-lea, unitățile administrative ale Republicii erau: orașul Ragusa (Dubrovnik); comitatele Konavle, Župa dubrovačka - Breno, Slano⁠(d) - Litoralul Ragusan, Ston, Insula Lastovo, Insula Mljet, Insulele Šipan, Lopud și Koločep; și căpităniile Cavtat, Orebić, Janjina cu magistrați locali numit de Marele Sfat. Lastovo și Mljet erau comunități semiautonome (lat. universitates) fiecare cu Statutul său.

## Context istoric

### Originile orașului
Orașul datează de prin secolul al VII-lea (circa 614) după ce raidurile avarilor și slavilor au distrus orașul roman Epidaurum⁠(d), Cavtatul de astăzi. Unii dintre supraviețuitori s-au strămutat la 25 km nord pe o mică insulă lângă coastă, unde au fondat o nouă așezare, Lausa. S-a afirmat că un al doilea raid slav din 656 a dus la distrugerea totală a Epidaurumului. Slavii, inclusiv croați și sârbi, s-au așezat de-a lungul coastei în secolul al VII-lea. Slavii și-au numit așezarea Dubrovnik. Populația romanizată autohtonă și slavii alogeni au păstrat o dușmănie permanentă, deși cele două așezări se unificaseră în secolul al XII-lea. Canalul care împărțea orașul a fost astupat formând strada principală de astăzi (Stradun⁠(d)) care a devenit centrul orașului. Astfel, Dubrovnik a devenit denumirea croată pentru orașul unificat. Există teorii recente bazate pe săpături arheologice cum că orașul ar data de mult mai demult, cel puțin din secolul al V-lea, dacă nu din perioada Greciei Antice (cum afirmă Antun Ničetić, în cartea sa Povijest dubrovačke luke). Elementul-cheie al teoriei este faptul că navele din acea vreme călătoreau câte 45-50 de mile marine pe zi, și aveau nevoie de un țărm cu plajă pe care să tragă vasele pe perioada de odihnă de noapte. O combinațîe ideală ar fi un astfel de loc cu un izvor de apă dulce în apropiere. Dubrovnik le avea pe ambele, fiind la jumătatea distanței dintre coloniile grecești de la Budva și Korčula, aflate la 95 de mile marine distanță între ele.

### Cele mai vechi timpuri
Sarazinii au asediat Ragusa în 866 și 867; asediul a durat cincisprezece luni și a încetat după intervenția împăratului bizantin, Vasile Macedoneanul, care a trimis o flotă în frunte cu Niketas Oryphas⁠(d). După declinul Bizanțului, Veneția a început să considere Ragusa un rival ce trebuie supus, dar tentativa de a cuceri orașul în 948 s-a soldat cu un eșec. Cetățenii orașului au pus acest rezultat pe seama Sfântului Blasiu (în croată: Sveti Vlaho), pe care l-au adoptat drept sfânt protector.
Ragusa era în Evul Mediu timpuriu o insulă și avea o populație de origine romanică, vorbitoare a propriei limbi romanice, dalmata.
În 1050 regele croat Stjepan I⁠(d), domnitor în Croația și Dalmația, a acordat niște pământ de-a lungul coastei, prin care s-au extins limitele Ragusei până la Zaton⁠(d), 16 km nord de oraș, și prin care Republica a căpătat control asupra unui izvor aflat la capătul golfului Ombla⁠(d). Teritoriul primit de la Stjepan cuprindea și limanul Gruž⁠(d), unde astăzi se află portul comercial Dubrovnik.
Astfel, teritoriul de bază al comunității ragusane (Districtul Ragusa, în italiană Distretto di Ragusa) cuprindea orașul Ragusa, Župa dubrovačka, Gruž, Ombla, Zaton, insulele Elafiti (Šipan, Lopud și Koločep) și alte câteva insulițe de lângă oraș.
În secolul al XII-lea Dubrovnikul și zona înconjurătoare au fost descrise în opera celebrului geograf arab Muhammad al-Idrisi. În opera sa, el menționa Ragusa ca cel mai sudic oraș al Croației.
În 1191, negustorii din oraș au primit privilegii de comerț liber în Bizanț de la împăratul Isaac al II-lea Angelos. Privilegii similare fuseseră obținute cu câțiva ani în urmă de la Serbia (1186) și de la Bosnia (1189). Carta Banului Kulin⁠(d) al Bosniei este și primul document oficial în care orașul este denumit Dubrovnik.

### Suzeranitatea venețiană (1205–1358)
În 1205, când Republica Venețiană a invadat Dalmația cu forțele celei de a Patra Cruciade, Ragusa a fost obligată să plătească tribut și a devenit sursă de provizii pentru Veneția (blănuri, ceară, argint și alte metale). Veneția a utilizat orașul ca bază navală în sudul Mării Adriatice. Spre deosebire de relația cu Zadar, nu au existat multe fricțiuni între Ragusa și Veneția, întrucât orașul încă nu apucase să se dezvolte într-un concurent al Veneției pe comerțul între Est și Vest; mai mult, venețienii au lăsat orașului mare parte din independența sa. Locuitorii însă au început să se revolte din cauza tributului din ce în ce mai mare, și au început să apară din ce în ce mai multe animozități între Ragusa și Veneția.
La mijlocul secolului al XIII-lea, teritoriului inițial i s-a adăugat și insula Lastovo. Apoi în 1333, Peninsula Pelješac⁠(d) a fost cumpărată de la Serbia cu acordul Bosniei; insula Mljet a fost dobândită în 1345. În ianuarie 1348, orașul a fost afectat de Moartea Neagră.

## Istorie

### Independența față de Veneția și înființarea Republicii (1358)
După ce în 1358, Veneția a fost obligată prin tratatul de la Zadar⁠(d) să cedeze toate teritoriile revendicate din Dalmația, orașul a acceptat hegemonia mai mult nominală a regelui Ludovic I al Ungariei. La 27 iunie 1358, s-a convenit la Visegrád  asupra acordului final între Ludovic și arhiepiscopul Ivan Saraka. Orașul recunoștea suveranitatea maghiară, dar nobilimea locală continua să își exercite drepturile fără prea multe intervenții de la Buda. Republica a profitat de suzeranitatea mai mult nominală a lui Ludovic, al cărui regat nu era o putere maritimă și cu care nu avea prea multe conflicte de interese. Ultimul conte venețian a plecat, se pare, în grabă.
În prima jumătate a secolului al XV-lea, în Dubrovnik a activat cardinalul Ivan Stojković⁠(d) (Johannes de Carvatia) ca reformator al Bisericii și scriitor.

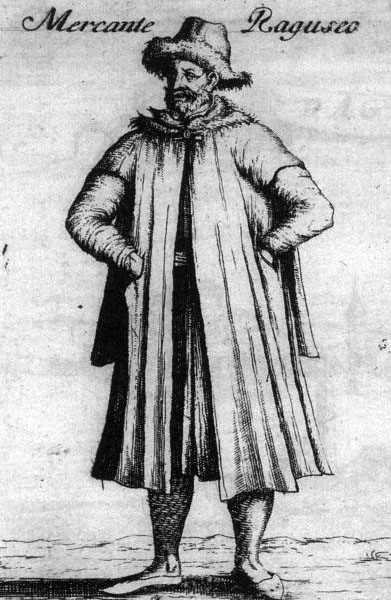
Negustor ragusan, 1708

### Suzeranitatea otomană
În 1458, Republica a semnat un tratat cu Imperiul Otoman, prin care s-a angajat să plătească tribut sultanului, pe care urma să-l trimită la Constantinopol în fiecare an până la 1 noiembrie cu un sol.
În 1481, când orașul a trecut sub „protecție” otomană, el urma să plătească un tribut de 12.500 de ducați. În toate celelalte domenii însă, Ragusa era practic independentă. Putea avea relații cu puteri străine și încheia tratate (atâta timp cât nu intrau în conflict cu interesele otomane), iar navele sale navigau sub pavilion propriu. Vasalitatea față de otomani le conferea și drepturi comerciale speciale în raport cu Imperiul. Ragusa s-a ocupat de comerțul otomanilor în Adriatica, iar negustorii săi s-au bucurat de scutiri fiscale speciale și de beneficii comerciale cu Poarta. Ea a operat și în unele colonii care s-au bucurat de drepturi extrateritoriale în marile orașe otomane.
Negustorilor ragusani li s-a permis să intre în Marea Neagră care altfel era închisă pentru toată lumea în afara otomanilor. Plăteau taxe vamale mai reduse ca alți negustori străini, iar orașul-stat se bucura de susținere diplomatică din partea administrației otomane în disputele comerciale cu Veneția.
La rândul lor, otomanii considerau Ragusa un port de importanță majoră, întrucât majoritatea traficului între Florența și Bursa (port otoman din Anatolia nord-vestică) trecea prin Ragusa. Navele florentine plecau din porturile italiene Pesaro, Fano ori Ancona către Ragusa. De acolo, ele urmau ruta terestră Bosnasaray (Sarajevo)–Novibazar–Skopje–Plovdiv–Edirne.
Spre sfârșitul secolului al XVI-lea, Ragusa și-a pus marina comercială la dispoziția Imperiului Spaniol, cu condiția ca participarea acesteia la acțiunile militare spaniole să nu afecteze interesele Imperiului Otoman. Acesta a tolerat acordul, întrucât comerțul practicat în Ragusa permitea importatul de bunuri din statele cu care Imperiul Otoman era în război.
Ragusa era unul dintre cei mai puternici concurenți ai Veneției, alături de Anglia, Spania și Genova, pe toate mările în secolul al XV-lea, chiar și în Adriatica. Datorită proximității abundentelor păduri de stejar din Gargano⁠(d), ea a reușit să obțină contracte pe care le râvneau și venețienii.

### Declinul Republicii
După explorările portughezilor, care au deschis noi rute peste oceane, comerțul cu mirodenii nu mai trecea prin Marea Mediterană. Mai mult, descoperirea Americii⁠(d) a declanșat o criză a transporturilor maritime în Mediterana. A fost începutul declinului pentru republicile Veneția și Ragusa.
Carol al VIII-lea al Franței a acordat ragusanilor drepturi comerciale în 1497, iar Ludovic al XII-lea în 1502. Între cei mai de seamă ragusani care au trăit în Franța s-au numărat Simon de Benessa, Lovro Gigants, D. de Bonda, Ivan Cvletković, căpitanul Ivan Florio, Petar Lukarić (Petrus de Luccari), Serafin Gozze, Luca de Sorgo. Aristocrația ragusană era bine reprezentată și la Universitatea Sorbona din Paris la acea vreme.

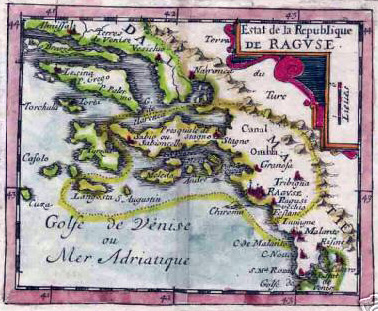
Veche hartă a Republicii Ragusa, datată 1678

Soarta Ragusei a fost legată de cea a Imperiului Otoman. Ragusa și Veneția au acordat ajutor tehnic alianței otomano–mameluce–zamoriniene⁠(d) care a fost învinsă de portughezi în bătălia de la Diu⁠(d) din Oceanul Indian (1509).

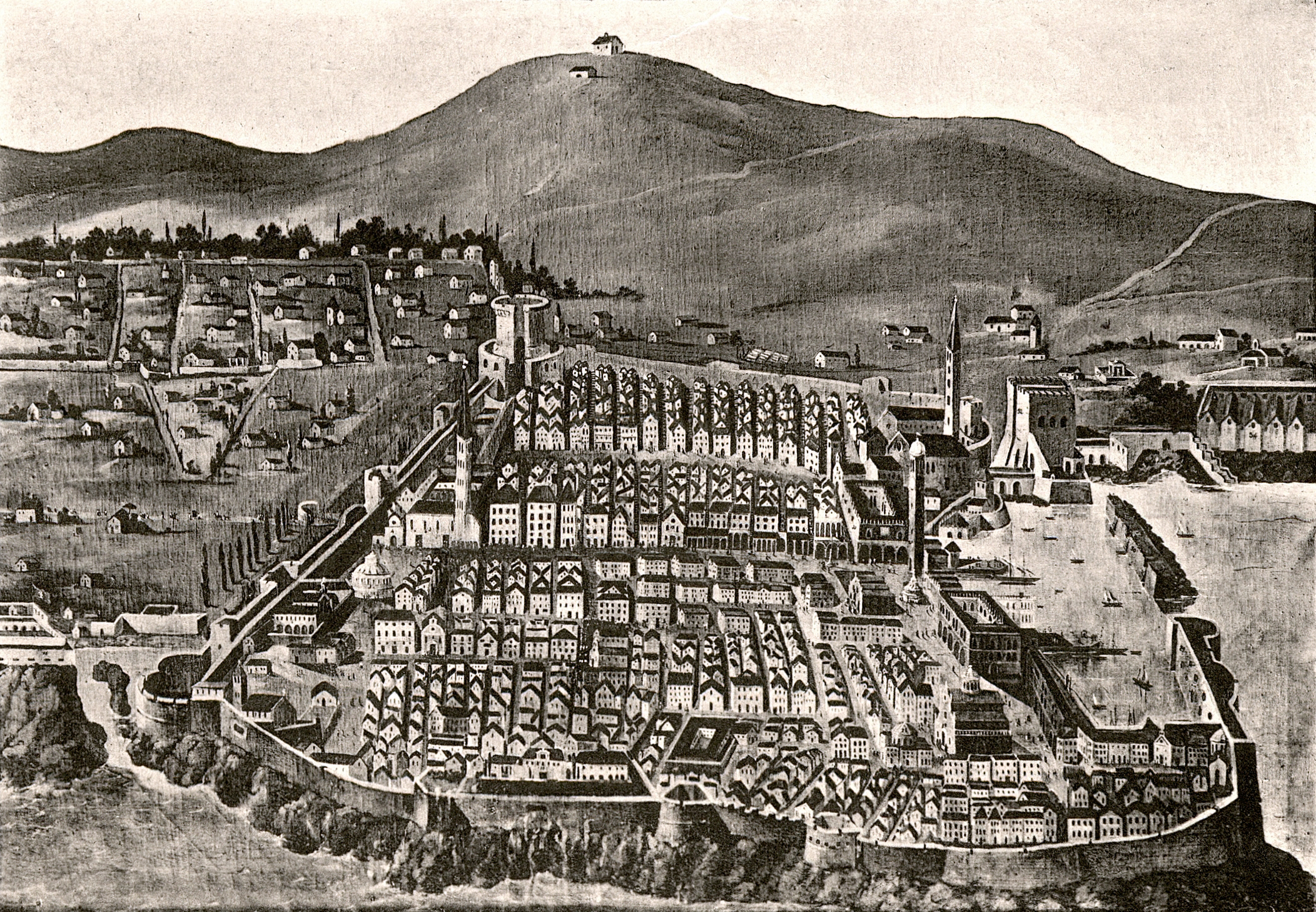
Ragusa înainte de, Photogravure Kowalczyk 1909

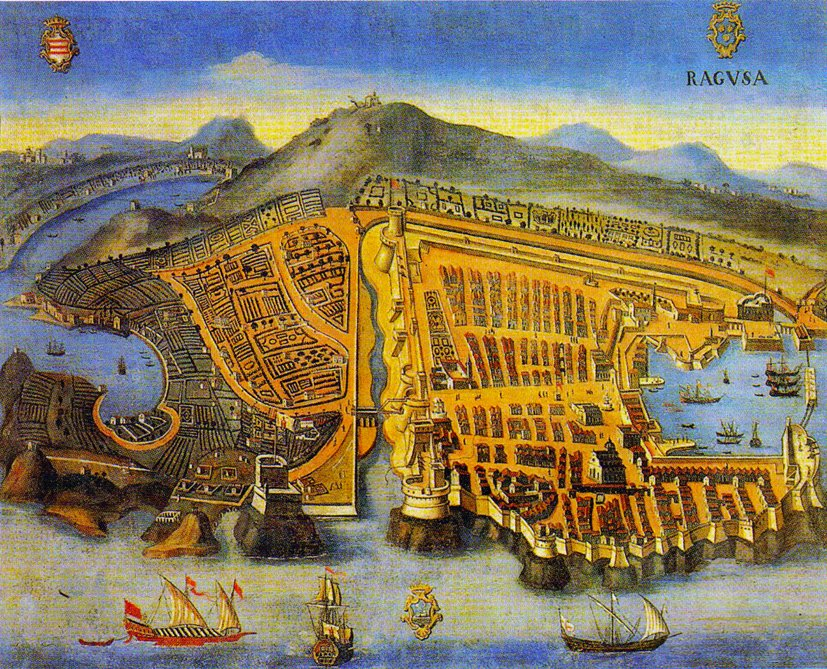
Pictură din 1667, păstrată astăzi în arhivele orașului Dubrovnik

La 6 aprilie 1667, un devastator cutremur⁠(d) a ucis peste 5000 de cetățeni, între care numeroși patricieni și rectorul⁠(d) Šišmundo Getaldić. Cutremurul a dus la distrugerea majorității clădirilor publice din oraș, doar zidurile exterioare rămânând intacte. Clădirile în stil gotic și renascentist – palate, biserici și mănăstiri – au fost distruse. Din cele mai importante clădiri publice din oraș, doar Palatul Sponza și partea din față a Palatului Rectorial din Piața Luža au rezistat. Treptat, orașul a fost reconstruit într-un stil baroc, mai modest. Cu mari eforturi, Ragusa și-a revenit puțin, dar a rămas doar o umbră a fostei Republici.
În 1677 Marin Caboga⁠(d) (1630–1692) și Nikola Bunić⁠(d) (ca. 1635–1678) au sosit în Constantinopol într-o încercare de a evita o amenințare iminentă la adresa Ragusei: pretențiile lui Kara-Mustafa de a anexa Ragusa la Imperiul Otoman ca pașalâc. Marele Vizir, impresionat de capacitatea de convingere a lui Marin, și cunoscând resursele acestuia, s-a hotărât să priveze țara sa de un diplomat atât de capabil, iar la 13 decembrie l-a închis pentru câțiva ani. În 1683 Kara-Mustafa a fost executat la Belgrad, drept pedeapsă pentru înfrângerea în luptele de la Viena, iar Marin a fost liber să revină în Ragusa.
În 1683 otomanii au fost învinși în bătălia de la Kahlenberg lângă Viena. Un general din fruntea armatei austriece a fost ragusanul Frano Đivo Gundulić⁠(d). În 1684 emisarii au înnoit un acord convenit la Visegrád în anul 1358 și au acceptat suzeranitatea Habsburgilor, ca regi ai Ungariei, asupra Ragusei, cu o taxă anuală de 500 de ducați. În același timp, Ragusa a continuat să recunoască și suzeranitatea otomană, ceea ce nu era ieșit din comun la acea vreme. După aceasta, s-au deschis oportunități și mai mari pentru vasele ragusane de-a lungul întregii coaste a Dalmației, în care ele ancorau frecvent. După tratatul de la Karlowitz (1699), otomanii au cedat toate teritoriile din Ungaria, Transilvania, Slavonia, Dalmația și Podolia Habsburgilor, venețienilor și polonilor. După aceasta, Veneția a capturat o parte din teritoriul continental al Ragusei și s-au apropiat de limitele orașului. Ei amenințau să înconjoare complet Ragusa și să-i sufoce comerțul continental. În perspectiva acestui pericol și anticipând înfrângerea turcilor în 1684, Ragusa a trimis soli împăratului Leopold la Viena, în speranța că armata austriacă va captura Bosnia. Din fericire pentru Republică, otomanii au păstrat controlul asupra zonei din jurul orașului. După pacea de la 26 ianuarie 1699, Republica Ragusa a cedat două porțiuni de coastă Imperiului Otoman astfel încât Republica Veneția să nu poată ataca orașul de pe uscat, ci numai de pe mare. Una din aceste porțiuni, frontiera nord-vestică cu micul oraș Neum, este astăzi singura ieșire la Marea Adriatică a statului actual Bosnia și Herțegovina. Satul sud-estic de frontieră Sutorina a devenit mai târziu parte a Muntenegrului, care are zonă de coastă mai la sud. Ragusa și-a continuat politica de strictă neutralitate în Războiul pentru Succesiunea Austriei (1741–48) și în Războiul de Șapte Ani (1756–63).

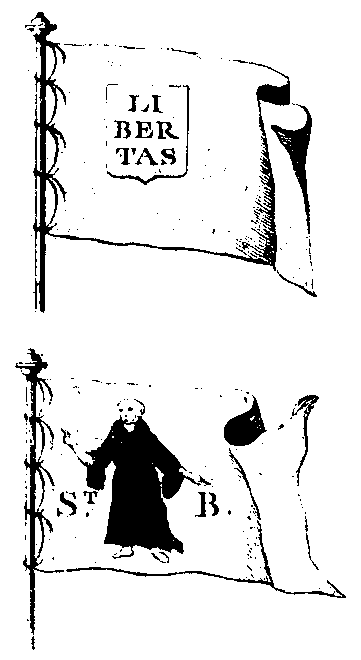
Drapel al Republicii Ragusa în secolul al XVIII-lea, conform Encyclopédie.

În 1783 Sfatul Ragusan nu a răspuns propunerii avansate de reprezentantul lor diplomatic de la Paris, Frano Favi, de a stabili relații diplomatice cu Statele Unite ale Americii, deși americanii au acceptat să permită vaselor ragusane să folosească liber porturile americane.
Primii ani ai Războaielor Revoluției Franceze au fost unii din cei mai prosperi pentru Ragusa. Drapelul Sfântului Blasiu fiind neutru, Republica a devenit unul din principalii transportatori din Mediterana. Blocada continentală a fost pâinea Ragusei; și înainte de apariția Lissei, manufacturile engleze, excluse din porturile franceze, italiene, olandeze și germane, și-au găsit drumul spre centrul Europei prin Salonic și Ragusa. Dar acest stat, care negociase atât de abil înțelegeri avantajoase cu turcii, și care rezistase imperiilor grec și sârb și ținuse piept Republicii Veneția, nu a reușit să reziste și expansiunii napoleoniene.

### Ocupația franceză
Bătălia de la Austerlitz și tratatul de pace care i-a urmat au obligat Austria să cedeze Dalmația Franței, ceea ce a pus Ragusa în fața unei dileme. Golful Kotor⁠(d) era o frontieră venețiană cu Imperiul Otoman. Deși Franța deținea uscatul, Regatul Unit și Rusia dominau marea; în timp ce trupele franceze mărșăluiau de la Austerlitz către Dalmația, unsprezece vase de luptă rusești intrau în Golful Kotor, și din ele debarcau 6000 de oameni, care apoi aveau să fie susținuți de 16.000 de muntenegreni în frunte cu Petar I Petrović-Njegoš. 5.000 de francezi în frunte cu mareșalul Molitor mergeau spre sud, cucerind fără luptă, una după alta, cetățile Dalmației, iar rușii îi presau pe senatorii ragusani să le permită să le ocupe orașul, întrucât era o importantă fortăreață. Cum nu se poate ajunge din Dalmația spre Kotor decât prin Ragusa, mareșalul Molitor făcea și el presiuni și promisiuni de a respecta integritatea Republicii dacă i se permite liberă trecere prin Ragusa. Ragusa nu mai avea puterea să-și apere neutralitatea și au urmat discuții lungi și grele.
O mare majoritate a senatorilor era favorabilă deschiderii porților către Rusia, deși aceasta avea să-i expună răzbunării lui Napoleon, aflat atunci la apogeul ambițiilor și puterii sale militare. Orașul a fost ocupat de francezi sub comanda generalului Jacques Lauriston. Puțin după aceasta, forțele rusești au asediat orașul, însoțite de muntenegrenii dotați și echipați la standardele armatei rusești, deși ofițerii și generalii de armată muntenegreni îi urau pe ragusani, pe care îi acuzau de trădare în timpul domniei lui Šćepan Mali⁠(d). Împrejurimile, pline cu vile, rezultat al îndelungatei perioade de prosperitate, au fost jefuite, pagubele ridicându-se la o jumătate de milion de lire.
Orașul era în mare dificultate; mareșalul Molitor se afla la câteva zile de marș de Ragusa și a lansat un apel la adresa dalmaților să izgonească forța ruso-muntenegreană, apel care nu a primit un răspuns favorabil, doar trei sute de oameni raliindu-se sub stindardul său. Molitor a recurs însă la o stratagemă: a trimis o scrisoare pretins confidențială către mareșalul Lauriston din Ragusa, anunțându-și iminenta sosire pentru a ridica asediul cu o forță dalmată imensă care să-i copleșească pe ruși și pe muntenegreni; scrisoarea urma să fie interceptată de asediatorii ruși, ceea ce s-a și întâmplat. Molitor și-a răspândit forța pe o arie foarte largă și a înaintat spre Ragusa, amenințând să-i înconjoare pe rușii care ocupau vârful dealului dintre el și oraș; rușii s-au retras înapoi către golful Kotor, și orașul a fost despresurat. Armata muntenegreană urmase ordinele amiralului Dmitri Seneavin⁠(d) și se retrăsese la Cetinje.

### Sfârșitul Republicii

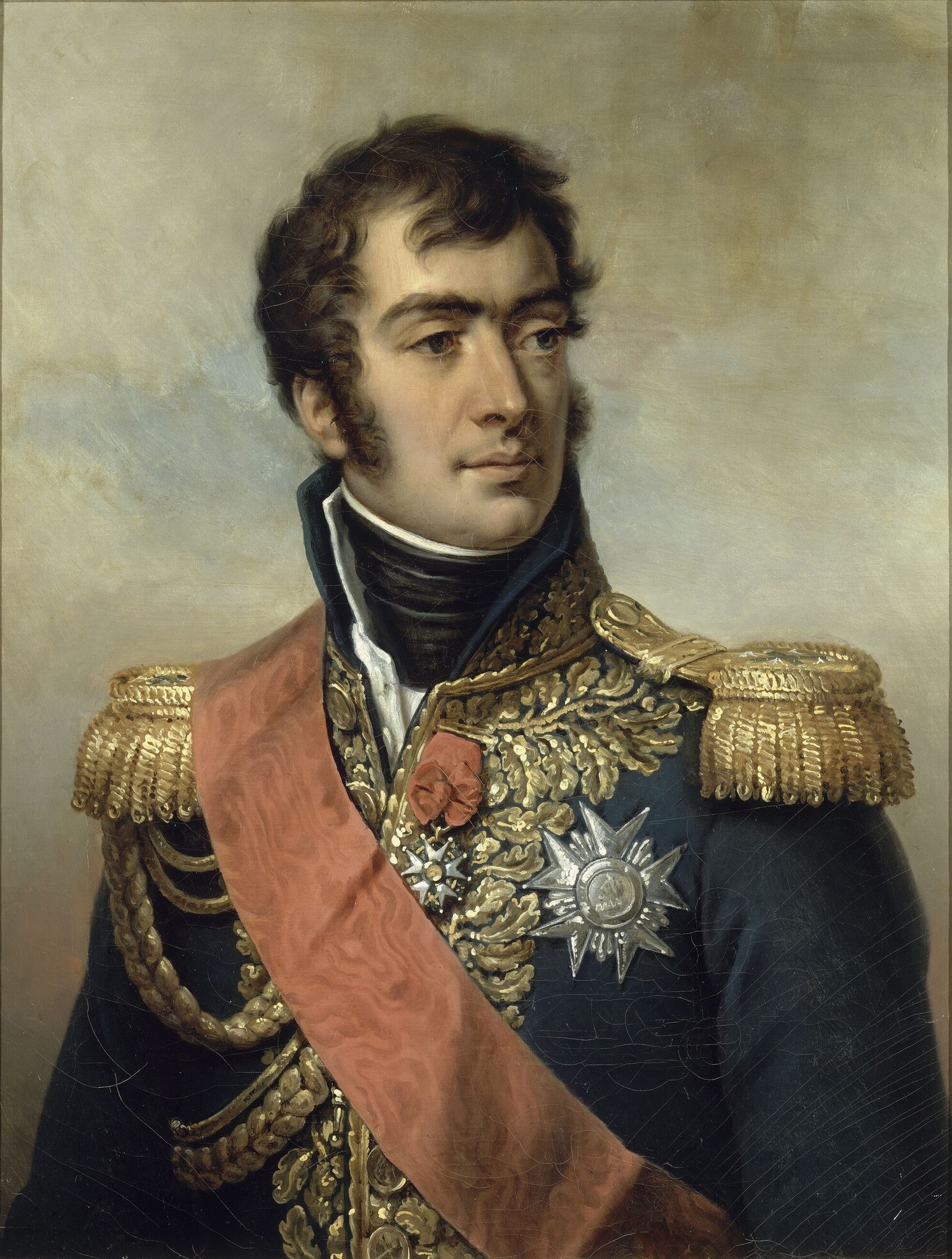
Mareșalul Auguste de Marmont, duce de Ragusa în timpul dominației franceze

Pe la 1800, Republica avea o rețea bine organiaztă de consulate și oficii consulare în peste optzeci de orașe și porturi din toată lumea. În 1806, Republica și-a predat forțele Imperiului Francez punând capăt unui asediu de câteva luni al flotei ruse și armatei muntenegrene (în timpul căruia au căzut asupra orășului 3000 de ghiulele). Francezii au ridicat asediul și au intrat în Ragusa, în frunte cu Napoleon, în 1806. În 1808, mareșalul Marmont a abolit Republica Ragusa și i-a comasat teritoriul în Regatul Napoleonian al Italiei, el devenind „duce de Ragusa” (Duc de Raguse). În 1810, Ragusa, împreună cu toată Dalmația, a fost arondată nou-înființatelor Provincii Ilire⁠(d). Ulterior, Marmont l-a abandonat pe Napoleon în bătălia de la Paris⁠(d) din 1814, și a fost declarat trădător. Astfel, în franceză a apărut cuvântul ragusade cu sensul de „trădare”.
Nobilimea ragusană nu era unită în idei și în acțiune politică. Articolul 44 al Decretului din 1811 abolea instituția fideicommissum⁠(d) din legea moștenirii, prin care francezii au permis nobililor mai tineri să ia parte la moștenirea familiei, drept pe care anterior nu îl aveau. Conform unui inventar efectuat în 1813 în districtul Dubrovnik, erau înregistrați 451 de proprietari de pământ, inclusiv instituții bisericești și comunale. Deși nu se știe cât de întinse erau proprietățile, este sigur că nobilii dețineau majoritatea suprafeței. Între cei mai mari proprietari de pământ se numărau unsprezece membri ai familiei Sorgo, opt Gozze, șase Ghetaldi, șase Pozza, patru Zamagna și trei din familia Saraka. Cetățeni ragusani aparținând confreriilor Sfântul Antonie și Sfântul Lazăr dețineau terenuri considerabile în afara orașului.
Orașul a fost asediat de o forță croată condusă de  Todor Milutinović și susținută de Marina Regală Britanică, care dominase incontestabil Marea Adriatică. Căpitanul William Hoste⁠(d) s-a alăturat asediului⁠(d) la sfârșitul lui ianuarie 1814 cu vasele HMS Bacchante and HMS Saracen. Ei și-au înălțat tunurile pe dealuri și, după două zile de bombardament, cei 500 de francezi conduși de generalul Joseph de Montrichard au negociat termenii capitulării orașului. În scopul de a evita un conflict mai amplu, austriecii au acceptat condițiile capitulării francezilor. Generalul Milutinović a promis că armatele austriacă, britanică și muntenegreană nu vor ocupa orașul înaintea evacuării ultimilor francezi pe corabie.
Marele Sfat al nobilimii ragusane (adunarea de 44 de patricieni care fuseseră membri ai Marelui Sfat înainte de abolirea Republicii de către Franța) s-a mai întrunit pentru o ultimă dată la 18 ianuarie 1814 la Villa Giorgi din Mokošica⁠(d), Ombla⁠(d) încercând fără succes să revitalizeze Republica Ragusa. Ei l-au ales pe Miho Bona ca reprezentant ragusan la conferința de pace (Congresul de la Viena), dar lui nu i s-a permis să participe, întrucât Austria se opunea cu fermitate restaurării Republicii.
La 27 ianuarie, capitularea franceză s-a semnat la Gruž⁠(d) și a fost ratificată în aceeași zi. Atunci, Vlaho Caboga s-a declarat deschis de partea austriecilor, oprind armata rebelă la Konavle. Între timp, Đivo Natali și oamenii săi așteptau încă în fața Porții Ploče⁠(d). După aproape opt ani de ocupație, trupele franceze au părăsit Ragusa la 27 și 28 ianuarie 1814. În după-amiaza zilei de 28 ianuarie 1814, trupele britanice și austriece au intrat în oraș prin Poarta Pile, și nu i-au lăsat să intre pe rebelii ragusani. Îmbătat de victorie, și având susținerea lui Vlaho Kaboga, generalul Milutinović a ignorat acordul de la Gruž făcut cu nobilimea. Evenimentele au rămas în istorie sub numele de „episodul steagului”.:141
Drapelul Sfântului Blasiu a fost arborat alături de culorile austriece și britanice, dar numai pentru două zile întrucât, la 30 ianuarie, generalul Milutinović a ordonat maiorului Sabo Giorgi (Đorđi) să-l dea jos. Cuprins de mândrie patriotică, Giorgi, ultimul rector⁠(d) al Republicii și francofil credincios, a refuzat, spunând „jer da ga je pripeo puk” („că poporul l-a ridicat”). Evenimentele ulterioare au demonstrat că Austria a profitat de orice ocazie posibilă pentru a invada întreaga coastă a Adriaticii de Est, de la Veneția la Kotor. Aliații au făcut tot ce le-a stat în putere să elimine chestiunea Ragusei de pe masa Congresului de la Viena din 1815. Reprezentantul Ragusei, Miho Bona, ales în ultima ședință a Marelui Sfat, nu a fost lăsat să participe la Congres, în timp ce Milutinović a preluat controlul asupra orașului chiar înainte de acordul final.:141–142
În cartea sa din 1908 Căderea Dubrovnikului (Pad Dubrovnika), Lujo Vojnović⁠(d), fratele mai mic al lui Ivo Vojnović⁠(d), face eforturi de a justifica acțiunile populare și de a demonstra solidaritatea tuturor grupurilor sociale de a-și atinge țelul comun de restaurare a Republicii. Dovezile istorice par însă să demonstreze o altă situație. Nu prea exista înțelegere între nobilime, burghezie și țărănime, și șansele ca aceste grupuri să aibă o bază comună pentru activități viitoare erau reduse. Aceste grupuri aveau fiecare motivele lor de a fi nemulțumite de dominația franceză și la început s-au bucurat împreună de victorie, dar nu au avut și forța de a uni toate segmentele societății ragusane pentru a lupta pentru restaurarea Republicii. După ce Ragusa a suferit o disoluție politică, a fost adusă în pragul ruinei economice și a fost abandonată de comunitatea internațională.
La Congresul de la Viena din 1815, Ragusa și teritoriile fostei Republici au fost anexate Regatului Dalmației, teritoriu al Coroanei Habsburgice, devenit în 1867 Austro-Ungaria, din care a făcut parte până la 1918.
După căderea Republicii, mare parte a familiilor aristocrate au dispărut sau au emigrat; doar circa o cincime din familiile nobiliare au fost recunoscute de monarhia habsburgică: Ghetaldi-Gundula, Gozze, Kaboga, Sorgo, Zlatarić, Zamagna, Pozza, Gradi și Bona.

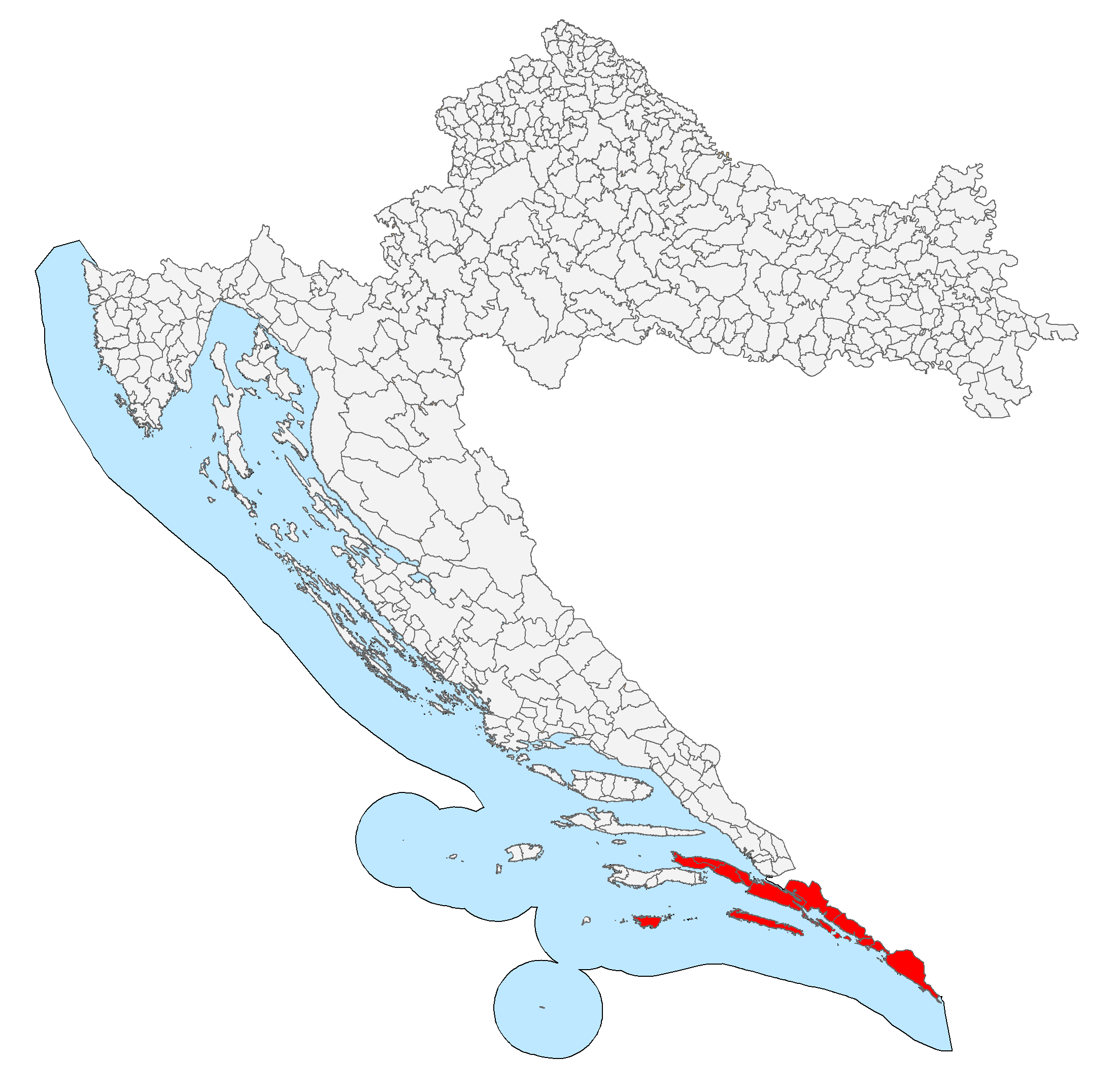
Localizarea Republicii Ragusa în granițele Croației de astăzi

## Guvernare

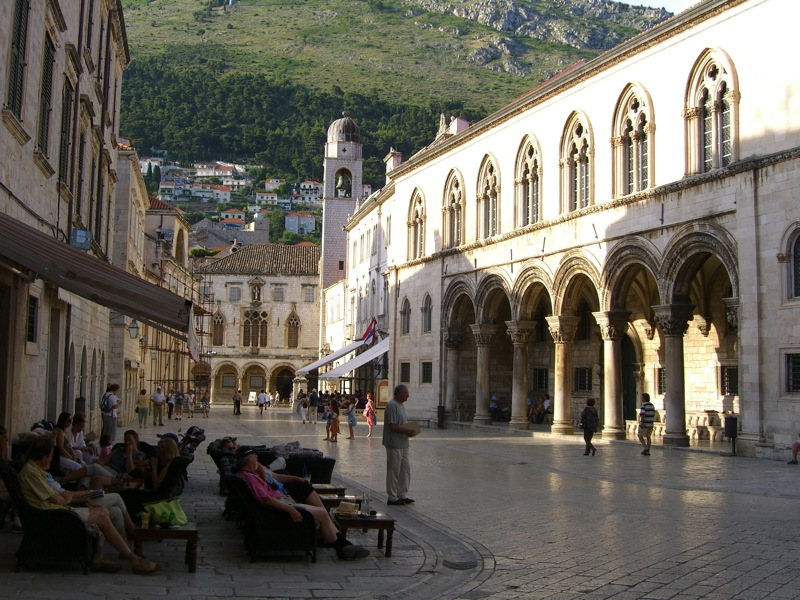
(sediul, al Sfatului Mic, al Senatului și al administrației Republicii din secolul al XIV-lea până la 1808); în spatele lui, Palatul Sponza

Constituția Republicană a Ragusei era una strict aristocratică. Populația era împărțită în trei clase: nobilimea, cetățenii și plebeii, care în mare parte erau meșteșugari și țărani (iobagi, coloni și țărani liberi). Toată puterea efectivă era concentrată în mâinile aristocrației. Cetățenilor li se permitea să dețină funcții minore, în timp ce plebeii nu aveau niciun cuvânt de spus la guvernarea țării. Căsătoria între membri ai diferitelor clase sociale era interzisă.
Guvernul era organizat pe baza modelului venețian: corpurile administrative erau Marele Sfat (Consilium maius, Maggior Consiglio), Sfatul Mic (Consilium minus, Minor Consiglio) (din 1238) și Senatul (Consilium rogatorum, Consiglio dei Pregadi) din 1253. Șeful statului era rectorul⁠(d) ales pentru un mandat de o lună (începând cu 1358).

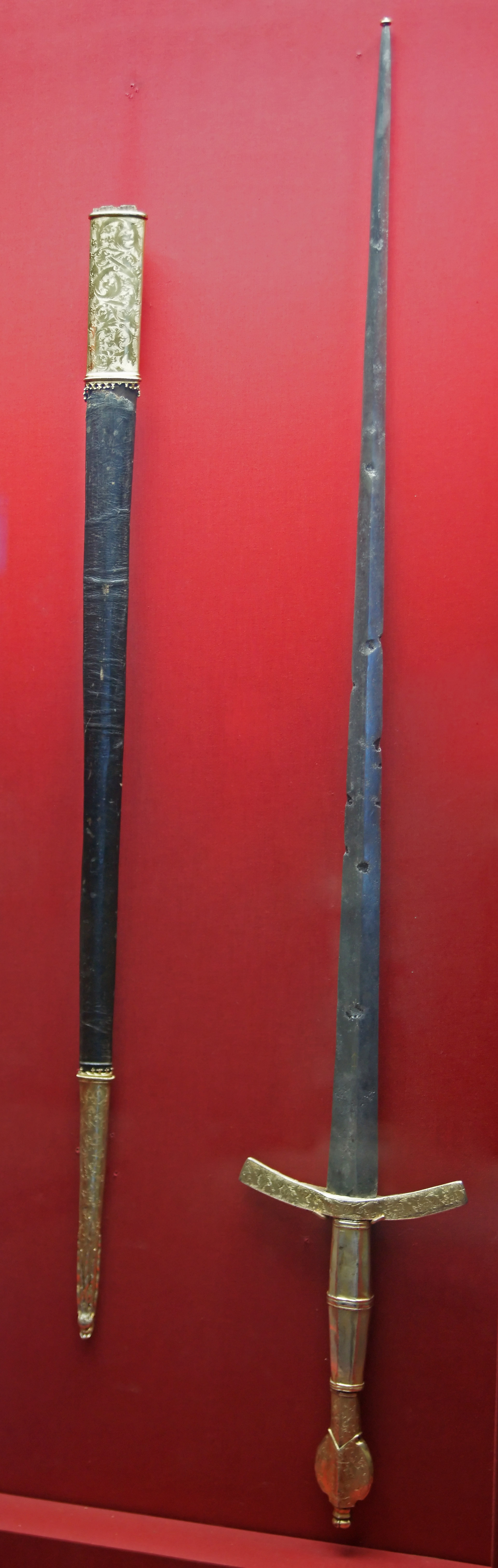
Sabia ceremonială a rectorului Ragusei, donată la 1466 de regele Matia Corvinul ca semn al autorității sale judiciare.

Sfatul Mare (Marele Sfat, Consilium maius, Maggior Consiglio) consta numai din membri ai aristocrației; fiecare nobil devenea membru la 18 ani (din 1332 când sfatul a fost „închis” și doar membrii familiilor nobiliare ragusane mai aveau dreptul să intre - Serrata del Maggior Consiglio Raguseo). El era organismul suprem de guvernare și legiferare care (după 1358) alegea celelalte organizații, numea oficiali și pe rector.
În fiecare an, se alegeau membrii Sfatului Mic (Consilium minus, Minor Consiglio) de către Sfatul Mare. Împreună cu rectorul, Sfatul Mic îndeplinea funcțiuni executive și ceremoniale. El consta din unsprezece membri până la 1667, după care a fost redus la șapte.
În principal puterea era în mâinile Senatului (Consilium rogatorum, Consiglio dei Pregadi), care avea 45 de membri de peste 40 de ani, aleși pentru un an, și ei tot de către Sfatul Mare. La început, el avea doar rol consultativ, mai târziu (în secolul al XVI-lea), el devenind adevăratul guvern al Republicii. În secolul al XVIII-lea, Senatul a fost, de facto, cea mai importantă instituție a Republicii și senatorii au devenit nobili între nobili.
În timp ce Republica a fost sub dominație venețiană (1204 - 1358), ea era condusă de un duce (comes, conte) venețian; dar după 1358, rectorul a fost întotdeauna ales din rândul ragusanilor de către Sfatul Mare. Durata mandatului rectorului era doar de o lună, o persoană fiind eligibilă pentru un nou mandat după doi ani. Rectorul locuia și lucra în Palatul Rectorului⁠(d).
Această organizare era concepută să prevină acumularea puterii absolute în mâinile unei singure familii, cum a fost familia Medici în Florența. Cu toate acestea, istoricii sunt de acord că familiile Giorgi și Sorgo familii aveau cea mai mare influență (mai ales în secolul al XVIII-lea).
Până în secolul al XV-lea, puterea judecătorească era mâna Sfatului Mic, apoi au fost înființate o Curte Civilă (Curia consulum causarum civilium) și o Curte Penală (Sex iudices de criminali) separate, cu drept de ape la Senat. Judecătorii celor două curți trebuia să fie patricieni ragusani și erau aleși anual de către Sfatul Mare.
Oficialii (magistrați), cunoscuți sub numele de provveditori (proveditores terrae) supravegheau activitatea sfaturilor, curților și celorlalți oficiali. Cunoscut sub numele de „gardienii justiției”, aceștia puteau suspenda deciziile Sfatului Mic, prezentându-le Senatului pentru dezbateri finale. Provveditori erau aleși anual de Sfatul Mare dintre patricienii de peste 50 de ani.
Statutul (Liber statutorum civitatis Ragusii din 1272 cu modificări în 1358), Liber omnium reformationum (1335 - 1410), Liber viridis (1358 - 1460) și Liber croceus (1460 - 1808) au fost principalele coduri de legi ale Republicii (fontes iuris Ragusii - Republicii constituție). Între alte legi importante se numărau Liber statutorum doane Ragusii (vechea lege vamală; 1277), Capitolare della doana grande (noua lege vamală; 1413), Ordo super assecuratoribus (asigurările maritime; 1568), Regolamenti della Repubblica di Ragusa pe la navigazione nazionale (reglementările naționale maritime; 1745) etc.
Guvernul Republicii avea un caracter liberal și a dat de timpuriu dovadă de angajament pentru principiile dreptății și umanitarismului, dar a fost și conservator cu structura sa și în raport cu ordinea socială. Drapelul Republicii avea pe el cuvântul Libertas (libertate), iar intrarea în cetatea Sfântul Laurențiu (Lovrijenac) din imediata apropiere a zidurilor Ragusei purta inscripția Non bene pro toto libertas venditur auro (Libertatea nu poate fi vândută pentru tot aurul din lume). Comerțul cu sclavi a fost interzis în 1416. Republica a fost un adversar înverșunat al Bisericii Ortodoxe, numai romano-catolicii putând dobândi cetățenie ragusană.
La sediul Sfatului exista o inscripție care spunea: Obliti privatorum publica curate (Tratează treburile publice ca și cum nu ai avea treburi private); în secolul al XIX-lea nuanțe ale ideii exprimate de acest epigraf politic li s-au părut, probabil, periculoase guvernatorilor austrieci, încât ei au cerut înlăturarea inscripției. Noul guvern a fost, probabil, iritat de aerul său de republicanism, un memento al statalității care trebuia extirpat în cursul procesului de integrare a Ragusei în noul cadru Habsburgic.

### Familiile nobiliare
Un document din arhivele ragusane, Specul Maioris Consilii Rectores, listează toate persoanele care au fost implicate în guvernarea Republicii în perioada septembrie 1440 - ianuarie 1808. Au fost 4397 de rectori aleși; 2764 (63%) au fost din „vechile familii patriciene”: Gozze, Bona, Caboga, Cerva, Ghetaldi, Giorgi, Gradi, Pozza, Saraca, Sorgo, și Zamanya.
- în secolul al XVII-lea, 50% din rectori și senatori au fost din următoarele familii: Bona, Gondola, Gozze, Menze, Sorgo.
- în secolul al XVIII-lea, 56% dintre senatori au fost din familiile: Sorgo, Gozze, Zananya, Caboga, Giorgi.
- în ultimii opt ani ai Republicii, 50% din rectori au fost din familiile Sorgo, Gozze, Gradi, Bona, sau Ragnina.

O mare problemă a familiilor ragusane era aceea că, din cauza scăderii numărului lor și din lipsa de familii nobiliare din vecinătate (împrejurimile orașului Dubrovnik erau sub control turcesc), familiile erau din ce în ce mai mult înrudite între ele, fiind frecvente căsătorii între rude de gradul al treilea și al patrulea.
O listă din 1802 a organelor de conducere a Ragusei arăta că șase din cei opt membri ai Sfatului Mic (Minor Consiliului) și 15 din cei 20 de membri ai Sfatului Mare erau din același 11 familii.
Aristocrația ragusană a evoluat în secolul al XII-lea până în secolul al XIV-lea și a fost stabilită prin lege la 1332. Familii noi au fost acceptate abia după cutremurul din 1667.
Patriciatul inițail
- Casa Basiljević (Bassegli)
- Casa Benešić (Benessa)
- Casa Binčulić (Binciola)
- Casa Bobaljević (Bobali)
- Casa Bunić (Bona)
- Casa Bundić (Bonda)
- Casa Buća (Bucchia)
- Casa Crijević (Cerva)
- Casa Đurđević (Giorgi)
- Casa Getaldić (Ghetaldi)
- Casa Gradić (Gradi)
- Casa Gučetić (Gozze)
- Casa Gundulić (Gondola)
- Casa Kabužić (Caboga)
- Casa Karlović
- Casa Lukarević (Luccari)
- Casa Menčetić (Menze)
- Casa Ortika
- Casa Palmotić (Palmotta)
- Casa Proculo
- Casa Prodanelli
- Casa Pucić (Pozza)
- Casa Ragnina
- Casa Rastić (Resti)
- Casa Saraka (Saraca)
- Casa Sorkočević (Sorgo)
- Casa Tudišević (Tudisi)
- Casa Džamanjić (Zamagna)

Familiile care au fost acceptate în rândurile nobilimii după cutremurul din 1667⁠(d):
- Casa Božidarević (Bosdari)
- Casa Bučić (Bucchia)
- Casa Klašić (Clasci)
- Casa Natali (Natalić)
- Casa Pavlic (Pauli)
- Casa Primi-Marinetti
- Casa Ranjina (Ragnina)
- Casa Restić (Resti)
- Casa Vodopić
- Casa Zlatarić (Slatarich)

### Relațiile din sânul nobilimii
Este remarcabil că nobilimea a supraviețuit chiar și atunci când clasele erau divizate de dispute interne. La sosirea lui Marmont în Dubrovnik în 1808, nobilimea era împărțită în două blocuri,„Salamankezi” (Salamanquinos) și "Sorbonezi" (Sorboneses). Aceste nume fac aluzie la anumite controverse apărute din războaiele dintre sfântul împărat roman Carol al V-lea și regele Francisc I al Franței, care avuseseră loc cu 250 de ani în urmă. În cutremurul din 1667, o mare parte dintre nobili au dispărut, și, pentru ca împăratul să mențină controlul, a fost nevoie să ridice unii cetățeni la rang de nobil. Aceștia nu au fost tratați pe picior de egalitate de către „salamanquinos”, adepții absolutismului spaniol; în schimb „sorboneses”, francofili și adepți ai unui anume liberalism, îi acceptau fără rezerve. Un alt factor care ar fi putut lua parte la această conduită este că „sorboneses”" au fost foarte afectați de marele cutremur și nu își doreau să-și piardă averea și statutul. În orice caz, ambele părți și-au păstrat statutul și au făcut împreună parte din Sfat, dar nu și-au menținut și relațiile sociale și nici măcar nu se salutau când se întâlneau pe stradă; o căsătorie între membrii celor două grupuri diferite avea consecințe la fel de grave ca și cum ar fi fost între membri a două diferite clase sociale. Această diviziune socială se reflecta și în straturile inferioare: plebeii erau și ei împărțiți în frățiile de Sfântul Antonie și Sfântul Lazăr, care erau la fel de ostile între ele ca și «salamanquinos» și «sorboneses». Dar nobilimea a fost întotdeauna esența Republicii, care întotdeauna trebuia apărată de imperiile vecine – în primul rând Ungaria, în curând Veneția și mai târziu, Turcia – și care era structurată pentru un număr redus de oameni, în jurul celor 33 de familii originale din secolul al XV-lea.

## Populația
Vekaric (1998) a examinat registrele fiscale de pe litoralul Dubrovnikului și un recensământ și a aflat că Republica Ragusa avea o populație de aproape nouăzeci de mii de locuitori în 1500. Ulterior, până la 1700, populația a scăzut: în prima jumătate a secolului al XVI-lea, avea peste 50.000 de locuitori; în a doua jumătate a secolului al XVI-lea, între 50.000 și 60.000; în anii 1630, circa 40.000; și în 1673-1674, doar 26.000 de locuitori. În a doua jumătate a secolului al XV-lea, datorită expansiunii turcești, Ragusa a primit un număr mare de refugiați creștini din Bosnia și Herțegovina, cărora le-a oferit terenuri mai puțin fertile. Numeroase epidemii, Războiul Candiei⁠(d) din 1645-69, cutremurul din 1667, și emigrația au redus drastic populația, care nu a mai ajuns niciodată la nivelul apogeului.

## Limbile
Până în 1472, limba oficială a fost latina. Ulterior, Senatul Republici a declarat ca limbă oficială dialectul ragusan al limbii dalmate, limbă romanică, și a interzis utilizarea limbii slave (croatei) în dezbaterile senatoriale. Gospari (aristocrații) și-au utilizat limba dalmată multă vreme, până când aceasta a dispărut încet.
Deși latina a fost utilizată oficial până în 1492, până la sfârșitul secolului al XIV-lea locuitorii republicii erau predominant slavi vorbitori de croată. Dalmata era vorbită de aristocrați și de orășeni. Dalmata, așa cum era ea vorbită la Ragusa, era puternic influențată de limba venețiană și de dialectul toscan⁠(d). Astfel, limbile italice au prins rădăcini în rândul negustorimii înstărite, vorbitoare de dalmată, ca urmare a influenței venețiene.
Limba dalmată era încă în uz când Ragusa a fost anexată Regatului Napoleonian al Italiei, între 1808 și 1810.

## Literatura ragusană

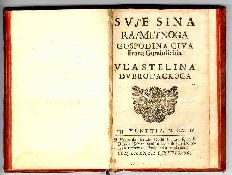
Lacrimile Fiului Risipitor, copertă a ediției din 1622 de Ivan Gundulić, poet baroc croat

Literatura ragusană, în care coexistau limbile latină, dalmată și croată, a înflorit în secolele al XV-lea și al XVI-lea.
Graubard scria:
Limba croată era folosită de regulă de clasele de jos, dalmata de cea de sus. Ragusanii erau de regulă bilingvi: vorbeau croata în viața de zi cu zi, iar la ocazii oficiale vorbind dalmata sau un amestec de ambele. Operele literare celebre au fost scrise în ambele limbi.
Printre acestea se numără operele scriitorilor Džore Držić⁠(d), Marin Držić, Ivan Bunić Vučić⁠(d), Ignjat Đurđević, Ivan Gundulić, Šišmundo (Šiško) Menčetić⁠(d), Dinko Ranjina⁠(d). Următorii scriitori, printre alții, din secolul al XVI-lea până în secolul al XIX-lea (înainte de Epoca Naționalismului Romantic) se declarau explicit croați și scriau în croată: Vladislav Menčetić, Dominko (Dinko) Zlatarić⁠(d), Bernardin Pavlović⁠(d), Mavro Vetranović⁠(d), Nikola Nalješković⁠(d), Junije Palmotić⁠(d), Jakov Mikalja⁠(d), Joakim Stulli⁠(d), Marko Bruerović⁠(d), Peter Ignaz Sorgo, Antun Sorkočević⁠(d) (1749-1826), Franatica Sorkočević⁠(d) (1706-71).
Operele de limbă croată din Republica Ragusa au avut un rol important la dezvoltarea literaturii croate⁠(d), precum și la cea a limbii croate moderne.

## Etnii
Locuitorii de rând ai Republicii Ragusa erau catolici și vorbeau varianta locală a dialectului Štokavian⁠(d), același care stă la baza limbilor moderne croată, bosniacă, muntenegreană și sârbă. Din națiunile sud-slave moderne, ragusanii sunt cel mai mult asimilați croaților. Discuțiile pe tema etniei ragusanilor sunt însă mai ales bazate pe concepte revizuite care s-au dezvoltat după dispariția Republicii; în particular, pe perioada naționalismului romantic⁠(d) care a urmat Revoluției Franceze. Anterior acesteia, statele nu erau în general bazate pe concepte unificatoare actuale cum ar fi națiunea, limba sau etnia, loialitatea fiind îndreptată mai ales spre familie, oraș și biserică.
Marele cartograf Muhammad al-Idrisi considera în 1154 Dubrovnikul ca parte a Croației (Grwasiah) și îl menționează ca fiind ultimul oraș croat de coastă în cartea sa Nuzhat al-Mushataq fi ikhtiraq al-afaq (Bucurie celor ce vor să navigheze prin lume).

## Moneda
Republica Ragusa a utilizat de-a lungul timpului diferite monede din diferite sisteme:
- Artiluc⁠(d)
- Perper⁠(d)
- Ducat
- Libertin⁠(d)